# من أجل المال (فلم)
من أجل المال (بالإنجليزية: One for the Money) هو فيلم كوميدي أُصدر في الولايات المتحدة سنة 2012. الفيلم من إخراج جولي آن روبنسون وبطولة كاثرين هيغل، جون ليجويزامو وديبي رينالدز.

## طاقم التمثيل
- كاثرين هيغل
- جون ليجويزامو
- ديبي رينالدز

## القصة
تدور أحداث الفيلم حول امرأة مطلقة حديثا وعاطلة عن العمل تدعى ستيفانى"كاثرين هيجل"، تسعى للعمل في شركة يمتلكها ابن عمها، وتتعرض للكثير من المشاكل المعقدة التي تضع في طريقها شرطي كانت على علاقة به في الماضي، ويحدث بينهما العديد من الشد والجذب.

## الميزانية والإيرادات
بلغت تكلفة إنتاج الفيلم حوالي 40 مليون دولار بينما حقق أرباحا تقدر بـ 36,893,721 دولار.

## وصلات خارجية
- الموقع الرسمي
- من أجل المال على موقع IMDb (الإنجليزية)
- من أجل المال على موقع ميتاكريتيك (الإنجليزية)
- من أجل المال على موقع الموسوعة البريطانية (الإنجليزية)
- من أجل المال على موقع روتن توميتوز (الإنجليزية)
- من أجل المال على موقع نتفليكس (الإنجليزية)
- من أجل المال على موقع قاعدة بيانات الأفلام العربية
- من أجل المال على موقع ألو سيني (الفرنسية)
- من أجل المال على موقع Turner Classic Movies (الإنجليزية)
- من أجل المال على موقع أول موفي (الإنجليزية)
- من أجل المال على موقع بوكس أوفيس موجو (الإنجليزية)